# さるぼぼコイン
さるぼぼコインは、岐阜県高山市の飛騨信用組合の提供する、電子地域通貨である。当該地域の企業や商店で資金の流通を促進させて、活性化を意図して、かつ訪日観光客に向けたあらたな決済手段としている。2017年（平成29年）5月〜8月に試験運用を行い、同年12月に本格導入した。

## 利用
QR・バーコード決済を主体としていて、高山市・飛騨市・白川村の地域限定で利用できるとしている。1コインが1円である。導入費用は無料で、専用の端末は不要であるため、加盟店は手軽にキャッシュレス決済を導入できる。
ユーザーは専用のスマートフォンアプリから支払いを行う。「支払」ボタンをタップして、暗証番号（PINコード）を入力または指紋認証の上で、加盟店に設置した二次元コードをスマートフォンのカメラで読み込む。ユーザーが金額入力画面から入力した金額を、加盟店側が確認する。その後、画面をスライドすると決済が完了となる。利用者と加盟店に決済情報の電子メールが通知となって届く。

## 普及
2021年（令和3年）8月末時点で、ユーザー数 22,000人、加盟店数は1,600を超えている。。累計流通額は約43億円。また、アリペイと連携しており、中国人観光客らの融通性もある。

## システム構成
株式会社フィノバレー（アイリッジ子会社）の電子通貨基盤、「MoneyEasy」を活用。

## 関連リンク
- さるぼぼコイン
- さるぼぼコインタウン
- Facebook さるぼぼコイン
- 飛騨信用組合